# Team Heizomat/Saison 2014
Dieser Artikel listet Erfolge und Fahrer des Radsportteams Heizomat in der Saison 2014 auf.

## Abgänge – Zugänge
| Zugänge         | Team 2013           | Abgänge             | Team 2014    |
| --------------- | ------------------- | ------------------- | ------------ |
| Florenz Knauer  | Seven Stones (2011) | Manuel Straub       | Karriereende |
| Julien Essers   | Neoprofi            | Yannik Achterberg   | Unbekannt    |
| Oliver Mattheis | Neoprofi            | Raphael Freienstein | Unbekannt    |
|                 |                     | Max Merk            | Unbekannt    |
|                 |                     | Jan Wälzlein        | Unbekannt    |

## Mannschaft
| Name              | Geburtstag        | Nationalität |
| ----------------- | ----------------- | ------------ |
| Jan-Niklas Droste | 24. Juli 1990     | Deutschland  |
| Julien Essers     | 24. Dezember 1992 | Deutschland  |
| Alexander Grad    | 3. Februar 1990   | Deutschland  |
| Florenz Knauer *  | 8. Januar 1989    | Deutschland  |
| Oliver Mattheis   | 24. April 1995    | Deutschland  |
| Dario Rapps       | 2. Juli 1994      | Deutschland  |
| Fabian Schormair  | 23. Oktober 1994  | Deutschland  |
| Johannes Weber    | 30. Juli 1994     | Deutschland  |

* Florenz Knauer wurde bei der UCI nicht als Fahrer des Teams registriert.